# Boharina
Boharina – wieś w Słowenii, w gminie Zreče. 1 stycznia 2018 miejscowość liczyła 233 mieszkańców.